# Mekentschil
Mekentschil (kirgisisch Мекенчил, deutsch: Patriotisch, auch Mekenchil) ist eine nationalistisch ausgerichtete Partei in der Kirgisischen Republik. Bei Parlamentswahlen scheiterte die Partei seit ihrer Gründung im Jahr 2010 stets an der 7-Prozent-Hürde, sie wird daher vor allem durch einzelne prominente Parteimitglieder wie Kamtschibek Taschijew und Sadyr Dschaparow repräsentiert.

## Geschichte
Die Partei wurde im Jahr 2010, dem Jahr des Regierungswechsels in Kirgisistan durch die Absetzung des damaligen Präsidenten Kurmanbek Bakijew, gegründet und am 29. April 2010 von der Zentralen Wahlkommission registriert. Die Partei wies enge personelle Verflechtungen mit der ebenfalls nationalistischen Partei Ata-Schurt auf, mehrere Politiker wechselten nach der Gründung von Mekentschil von Ata-Schurt zu der jungen politischen Partei. Darunter war auch Kamtschibek Taschijew, der ehemalige Parteivorsitzende von Ata-Schurt, der nach seinem Parteiwechsel zum neuen Parteivorsitzenden von Mekentschil wurde. Neben Taschijew ist Sadyr Dschaparow das prominenteste Gesicht der Partei. Auch nach dessen Verhaftung und Verurteilung zu einer mehrjährigen Haftstrafe aufgrund des Vorwurfs der Geiselnahme im Jahr 2017 war Dschaparow weiterhin eines der Aushängeschilder der Partei und war während des Wahlkampfs vor der Parlamentswahl 2020 auf zahlreichen Wahlplakaten neben dem Parteivorsitzenden Taschijew abgedruckt. Bei der Wahl erreichte Mekentschil 6,93 % der Stimmen und verpasste die nötigen 7 % zum Einzug in das Parlament damit um 0,07 Prozentpunkte.
Im Rahmen der Proteste nach der Wahl, die zur Annullierung des Wahlergebnisses führten, wurde Sadyr Dschaparow aus der Haft befreit. Er mobilisierte danach rasch eine große Anhängerschaft und gewann durch Massendemonstrationen in Bischkek und den Rückhalt zahlreiche Parlamentsabgeordneter aus dem rechten politischen Spektrum an Einfluss. Am 10. Oktober 2020 wurde durch die Wahl Dschaparows zum Premierminister erstmals ein Politiker der Partei Mekentschil in ein hohes politisches Amt in der Kirgisischen Republik gewählt. Nach dem Rücktritt des Präsidenten Sooronbai Dscheenbekow stieg Dschaparow darüber hinaus zum kommissarischen Präsidenten auf. Mit dem Aufstieg Dschaparows gewann auch die Partei Mekentschil insgesamt stark an Einfluss, mehrere Politiker oder nahestehende Unterstützer der Partei übernahmen wichtige Ämter, unter anderem Taschijew, der am 16. Oktober zum Vorsitzenden des Nationalen Sicherheitsrates ernannt wurde.
Dschaparow kündigte bereits wenige Tage nach dem Rücktritt Dscheenbekows an, bei den anstehenden Präsidentschaftswahlen kandidieren zu wollen. Diese wurden für den 10. Januar 2021 angesetzt. Die Partei Mekentschil unterstützte Dschaparow im Wahlkampf, dieser führte aber einen stark personenbezogenen Wahlkampf, sodass parteipolitische Beweggründe bei der Präsidentschaftswahl nicht ausschlaggebend waren. Mit dem deutlichen Sieg Dschaparows im ersten Wahlgang der Präsidentschaftswahl stellt die Partei Mekentschil erstmals den gewählten Präsidenten Kirgisistans.